# La casa tra le montagne
La casa tra le montagne (Daheim in den Bergen) è una serie cinematografica televisiva tedesca composta da 12 puntate, diretta da Karola Hattop e Michael Zens, trasmessa dal 4 maggio 2018 al 17 maggio 2024 su Das Erste.
In Italia i primi otto episodi sono stati distribuiti il 27 luglio 2021 sulla piattaforma Infinity+.
La serie è poi andata in onda il martedì in prima serata su Canale 5 il 17 e il 24 agosto 2021 con i primi quattro episodi trasmessi in due puntate per due serate; poi, gli episodi dal quinto al settimo sono stati trasmessi sempre su Canale 5 nel 2022; infine, la serie torna dal 14 settembre 2024 su La5 che ne trasmette anche gli episodi dal nono al decimo in prima visione assoluta.

## Trama
La decennale lotta tra gli allevatori Sebastian Leitner e Lorenz Huber è nata per la morte accidentale di Peter, il figlio di otto anni di Sebastian, per mano di Lorenz, che non si dà pace per quanto accaduto. I due uomini sono pronti a dimenticare, ma non è lo stesso per i rispettivi figli, Florian Leitner e Lisa Huber, un tempo innamorati. Il loro rapporto si è incrinato per sempre, ma non solo: Lisa, che è un'avvocata, torna da Monaco determinata a vincere una causa contro i Leitner.

## Personaggi e interpreti

### Personaggi principali
- Lisa Huber, interpretata da Theresa Scholze, doppiata da Myriam Catania. È la sorella di Marie.
- Marie Huber, interpretata da Catherine Bode, doppiata da Giuppy Izzo. È la sorella di Lisa.
- Georg Leitner, interpretato da Thomas Unger, doppiato da Alessio Cigliano. È fratellastro di Florian.
- Florian Leitner, interpretato da Matthi Faust, doppiato da Francesco Venditti. È il fratellastro di Georg.
- Sebastian Leitner (episodi 1-4), interpretato da Walter Sittler, doppiato da Gianni Giuliano. È il padre di Georg.
- Lorenz Huber, interpretato da Max Herbrechter, doppiato da Ambrogio Colombo. È il padre di Lisa e Marie.
- Karin Leitner, interpretato da Judith Toth, doppiata da Nunzia Di Somma. È la moglie di Florian.
- Mila Leitner, interpretata da Nadja Sabersky, doppiata da Rossa Caputo. È la figlia di Florian.
- Miriam Gerlach Leitner (episodi 2-5), interpretata da Nina Gnädig, doppiata da Valentina Mari. È l'ex moglie di Georg.
- Martin Gerlach, interpretato da Karl Knaup.
- Dottor Kendrich (episodi 1, 3, 6-7), interpretato da Mathias Herrmann. È un avvocato.
- Fritzi Huber, interpretata da Amelia Leann (episodi 5-6) e da Sophie Beck (episodi 7-8). È la figlia di Marie e Georg.
- Tom Leitner (episodi 5-7), interpretato da Moritz Bäckerling, doppiato da Alex Polidori. È il figlio adottivo di Karl.
- Karl Leitner (episodi 5-8), interpretato da Christoph M. Ohrt, doppiato da Francesco Prando. È il fratello di Sebastián e padre di Florian.
- Henriette Leitner (episodi 5-6), interpretata da Heike Trinker; doppiata da Laura Boccanera. È la madre di Florian e Georg ed ex moglie di Sebastián.

### Personaggi secondari
- Helena Hartman (episodio 1), interpretata da Rike Schmid.
- Frieda Richthofen (episodio 1), interpretata da Alma Leiberg.
- Alexander Richthofen (episodio 1), interpretato da Johann von Bülow.
- David Richthofen (episodio 1), interpretato da Nico Liersch.
- Emilia Richthofen (episodio 1), interpretato da Annika Schikarski.
- Giudice Besler (episodio 1), interpretato da Andreas Leopold Schadt.
- Anna (episodio 1), interpretata da Laura Pletzer.
- Leon (episodio 1), interpretato da Jack Finlay.
- Tobias (episodio 2), interpretato da Bernhard Piesk.
- Almuth (episodio 2), interpretata da Johanna Klante.
- Anna (episodio 2), interpretata da Anne Schäfer.
- Hannes (episodio 2), interpretato da Martin Gruber.
- Lea (episodio 2), interpretato da Carlotta Ruppi.
- Susa (episodio 2), interpretato da Joline Letizia Schwärzler.
- Lukas (episodio 2), interpretato da Luis Immanuel Rost.
- Leonie / Lena Assmann (episodio 3), interpretata da Valerie Niehaus.
- Steffen (episodio 3), interpretato da Ben Braun.
- Christian (episodio 3), interpretato da Julian Weigend.
- Leonie / Lena Assmann doppia (episodio 3), interpretata da Katja Wagener.
- Consulente del debito (episodio 3), interpretata da Katrin Wolter.
- Judith, interpretato da Stefanie Philipp.
- Sparring partner (episodio 3), interpretato da Ben Schiegl.
- Barista (episodi 3-4), interpretato da Martius Bechen.
- Frederik Thorbach (episodio 4), interpretato da Merlin Leonhardt.
- Julia (episodio 4), interpretata da Anna Hausburg.
- Marcel (episodio 4), interpretato da Robert Maaser.
- Lukas (episodio 4), interpretato da Frederik Bott.
- Jan (episodio 4), interpretato da Bernhard Bettermann.
- Liam Achenbach, interpretato da Frederic Heidorn.
- Lea Leitner, interpretata da Lilly Klara Walleshauser:
- Gunnar (episodio 4), interpretato da Joachim Raaf.
- Max (episodio 4), interpretato da Luca Zamperoni.
- Cliente della bancarella del mercato (episodio 5), interpretata da Suzanne Landsfried.
- Impiegata aeroportuale (episodio 5), interpretata da Sushila Sara Mai.
- Hubert (episodio 5), interpretato da Curd Berger.
- Ruben Hansen (episodi 6-8), interpretato da Patrick Fernández.
- Clare (episodio 6), interpretata da Berit Vander.
- Jasmin (episodio 6), interpretata da Enya Elstner.
- Leni (episodio 6), interpretata da Taneshia Abate.
- Bernie (episodio 6), interpretato da Jakob Tögel.
- Agente immobiliare Moser (episodi 7-8), interpretato da Karin Engelhard.
- Abed (episodio 7), interpretata da Mohsen al Ramadan.
- Mohamed (episodio 7), interpretato da Mouaataz al Ramadan
- Lena (episodio 7), interpretata da Julia Jäger.
- Walter (episodio 7), interpretato da Andreas Hoppe.
- Contadina Uta Ernst (episodio 7), interpretata da Barbara Bauer.
- Lisa Jopt (episodio 7), interpretata da Broker Greiner.
- Impiegato Stelzer, interpretato da Wowo Habdank.
- Pensione dei dipendenti (episodio 7), interpretata da Sarah-Lavinia Schmidbauer.
- Marlene (episodio 7), interpretata da Katrin Wolter.
- Signora Hinrichs (episodio 7), interpretata da Nina Brandhoff.
- Signor Hinrichs (episodio 7), interpretato da Jäpke Stahnsdorf.
- Martha Waibel (episodio 8), interpretata da Gertrud Roll.
- Leonhard Waibel (episodio 8), interpretato da Robin Sondermann.
- Moritz Heiland (episodio 8), interpretato da Felix Hellmann.
- Dottoressa Carla Sattler (episodio 8), interpretata da Isabel Mergl.

## Episodi
| Stagione       | Episodi | Prima TV Germania | Prima TV Italia |
| -------------- | ------- | ----------------- | --------------- |
| Serie completa | 12      | 2018-2024         | 2021-in corso   |

## Distribuzione

### Germania
In originale la serie è composta da 8 puntate da 90 minuti ciascuna, è andata in onda in Germania dal 4 maggio 2018 al 16 aprile 2021 su Das Erste, con due film a distanza di una settimana dall'altro all'anno.

### Italia
In Italia la serie viene trasmessa dalle reti Mediaset.

## Critica
Tilmann P. Gangloff valutato su tittelbach.tv: La casa tra le montagne: Racconta una storia casalinga come quella degli anni Cinquanta con la faida tra due famiglie. In un mondo che molti percepiscono sempre più ingestibile, le storie sui microcosmi sono molto richieste. Questo è probabilmente il motivo per cui molti film ARD e ZDF sono ambientati sulle isole o nei villaggi di montagna. Hattop e cameraman Konstantin Kröning hanno fatto in modo che l'Algovia fosse splendido da guardare: tramonto dietro le cime delle montagne, pittoreschi cieli rossi della sera e un lago naturale incontaminato serve il desiderio di natura incontaminata. In considerazione del carattere chiaramente regionale della storia, è tanto più sorprendente che tutti i partecipanti parlino tedesco standard; solo Unger suona un po' bavarese. Ma per il resto le produzioni di Degeto sono a miglia di distanza dal realismo.